# 中村学園女子中学校・高等学校
中村学園女子中学校・高等学校（なかむらがくえんじょしちゅうがっこう・こうとうがっこう）とは、福岡県福岡市城南区鳥飼七丁目にある私立女子中学校・高等学校である。全日制普通科。
学校法人中村学園が運営する。略称は中女、中村。

## 沿革

### 年表
- 1960年（昭和35年）4月 - 中村学園女子高等学校開校。
- 1992年（平成4年）4月 - 中村学園女子中学校開校。
- 2026年（令和8年）4月 - 男女共学化に伴い、校名を中村学園中学校・中村学園高等学校にそれぞれ変更予定。

## 教育組織
- 高等学校
  - スーパー特進Vコース
  - 特進Vコース
  - GIコース(グローバルイノベーターコース)
  - 一般進学コース
  - アクティブコース(一貫生のみ)
- 中学校
- スーパー特進Vコース
- アクティブコース

## 部活動
- バスケットボール部
  - 全国高等学校総合体育大会優勝（1993年）
  - 全国高等学校バスケットボール選手権大会（旧ウインターカップ時代含む）優勝（1991年・1995年・2005年・2006年）
- 剣道部
  - 玉竜旗高校剣道大会優勝（2005年・2007年・2012年・2013年・2016年・2017年・2018年・2019年・2020年・2021年・2022年・2023年）
  - インターハイ優勝（2016年・2017年・2018年・2019年・2021年・2022年・2024年）
  - 全国高等学校剣道選抜大会優勝（2008年・2012年・2015年・2017年・2018年・2021年）
- ソフトテニス部
  - インターハイ優勝（1989年・1997年・2012年・2013年）
  - 全日本高等学校選抜ソフトテニス大会優勝（1990年・1993年）

## アクセス
- 西鉄バス中村高校前バス停・中村大学前バス停
- 福岡市営地下鉄・別府駅
- 福岡市営地下鉄・西新駅

## 著名な出身者

### バスケットボール
- 平田紘美 - 元バスケットボール選手
- 市野育代 - 元バスケットボール選手
- 井上早希 - 元バスケットボール選手
- 藤吉佐緒里 - 元バスケットボール選手
- 森ムチャ - バスケットボール選手（デンソーアイリス）
- 瀬崎理奈 - 元バスケットボール選手
- 橋詰まり - 元バスケットボール選手
- 谷村里佳 - バスケットボール選手（シャンソンVマジック）
- 安間志織 - バスケットボール選手（Umana Reyer ヴェネツィア）
- 吉田沙織 - バスケットボール選手（姫路イーグレッツ）
- 國井仁奈梨 - バスケットボール選手（日立ハイテク クーガーズ）

### ソフトテニス
- 玉泉春美 - アジア競技大会金メダル、東アジア競技大会３冠王

### 新体操
- 秋山エリカ - 新体操選手。元五輪代表

### ボクシング
- 黒木優子 - プロボクサー。WBC世界チャンピオン

### 芸能
- 星乃あんり - 元宝塚歌劇団雪組娘役
- 野々花ひまり - 元宝塚歌劇団雪組娘役
- 山本華世 - タレント
- 中山明日実 - タレント
- 内村麻美 - タレント、モデル
- 本山友理 - モデル
- 樺島彩 - フリーアナウンサー